# Eduardo Nascimento
Eduardo Nascimento (Luanda, África Occidental Portuguesa, 26 de junio de 1944-Lisboa, 22 de noviembre de 2019) fue un cantante portugués de origen angoleño, conocido por su participación en el Festival de la Canción de Eurovisión 1967 representando a Portugal.

## Biografía
Nascimento fue el líder de Os Rock's, banda de cinco miembros formada en Luanda en 1962. La banda viajó a Portugal a mediados de la década de 1960, participaron en festivales musicales y lanzaron un disco con cierto éxito titulado Wish I May, en 1966. En 1967, Nascimento participó en la selección portuguesa que eligió al representante en Festival de Eurovisión, como solista con la canción O vento mudou (El viento cambió). Tras ganar la clasificación con un confortable margen, representó a Portugal en el Festival de la Canción de Eurovisión 1967, que se celebró en Viena el 8 de abril, donde O vento mudou acabó en 12.ª posición de un total de 17 participantes.
Nascimento es recordado como el primer solista masculino negro que actuó en el Festival de Eurovisión, un año después que Milly Scott de los Países Bajos fuera la primera persona negra en participar en el Festival.
Con Os Rock's, Nascimento lanzó otro disco, Don't Blame Me, en 1968, antes de abandonar su carrera musical y retornar a Angola en 1969, donde desarrolló la carrera profesional en la aviación, trabajando como director de seguridad de la compañía aérea Euroatlantic Airways.
Eduardo Nascimento falleció en Lisboa el 22 de noviembre de 2019 a los setenta y seis años a consecuencia de una larga enfermedad.